# Sascha Kirschstein
Sascha Kirschstein (n. 9 iunie 1980, Braunschweig, Germania de Vest) este un fotbalist german, care ultima dată a evoluat la clubul ACS Poli Timișoara pe postul de portar.

## Legături externe
- Profil Oficial ACS Poli Arhivat în 20 iulie 2015, la Wayback Machine.
- de Sascha Kirschstein la fussballdaten.de